# Палеохори (дем Гревена)
Вижте пояснителната страница за други значения на Палеохори.
Палеохори (на гръцки: Παλαιοχώρι), е село в Република Гърция, в дем Гревена, област Западна Македония.

## География
Селото е разположено на 700 m надморска височина, в западното подножие на планината Аеторахи, на около 30 km източно от град Гревена.

## История

### В Османската империя
В края на XIX век Палеохори е гръцко християнско село в нахия Венци на Кожанската каза на Османската империя. Гробищната църква „Успение Богородично“ е издагната в 1842 година. Централната селска църква „Света Параскева“, издигната през 1873 година, има старинни стенописи. Според статистиката на Васил Кънчов („Македония. Етнография и статистика“) в 1900 година в Палеохоръ живеят 195 гърци.
На Етнографската карта на Битолския вилает на Картографския институт в София от 1901 година Палеохор е чисто гръцко село в Кожанската каза на Серфидженския санджак с 26 къщи.
Според статистика на Серфидженския санджак на гръцкото консулство в Еласона от 1904 година в Палеохори (Παλαιοχώρι), Гревенска каза, живеят 315 гърци елинофони християни.
По данни на секретаря на Българската екзархия Димитър Мишев („La Macédoine et sa Population Chrétienne“) в 1905 година в Палеохор (Paleohor) има 130 гърци.

### В Гърция
През Балканската война в 1912 година в селото влизат гръцки части и след Междусъюзническата в 1913 година Палеохори влиза в състава на Кралство Гърция.
В 20-те години в селото са настанени гърци бежанци. В 1928 година те са 75 души.
Населението произвежда жито, тютюн и други земеделски култури, като частично се занимава и със скотовъдство.
В селото функционира единствената за дем Вендзи гимназия. Уредена е и етнографска сбирка.
Близо до селото, в местността „Свети Илия“ около едноименния параклис, построен в 1924 година, в края на юли – началото на август се устройват театрални представления. На няколко километра източно от селото се намира върхът Възнесение (1125 м.), на който е построена едноименна църква. На нейния храмов празник Възнесение Господне (Спасовден) се провежда голям събор, който вечерта се премества на селския площад. Други църкви са „Свети Атанасий“ (1998), „Свети Архангели“ (1998), „Света Богородица Мелянцку“ и „Света Екатерини“ в местността Ряхово.
| Година    | 1913 | 1920 | 1928 | 1940 | 1951 | 1961 | 1971 | 1981 | 1991 | 2001 | 2011 | 2021 |
| --------- | ---- | ---- | ---- | ---- | ---- | ---- | ---- | ---- | ---- | ---- | ---- | ---- |
| Население | 292  | 293  | 812  | 443  | 503  | 633  | 489  | 445  | 419  | 388  | 237  | 188  |

## Личности
Родени в Палеохори
- Яни Теодори, грък, православен, арестуван преди април 1904 година, обвинен, че „дръзнал да се бунтува с цел да се наруши порядъкът“, обвинен от Гревенския следствен отдел, лежал в Гревенския затвор, амнистиран с общата амнистия от 12 април 1904 година[9]